# Catherine Clement
Catherine Clément (Boulogne-Billancourt, França, 10 de fevereiro de 1939) é uma escritora, filósofa, crítica literária e ensaísta francesa. É autora de mais de trinta livros. Após a publicação de uma exigente obra ligada à sua formação de filósofa e historiadora, converteu-se, com grande sucesso, à ficção. As suas obras estão hoje traduzida para 24 línguas.

## Obras
Dentre suas obras podemos destacar:
- A Senhora (1992)
- Por Amor da Índia (1993)
- A Valsa Inacabada (1995)
- A Rameira do Diabo (1996)
- A Viagem de Théo (1998)
- O Último Encontro (1999)
- As Novas Bacantes (1998)
- Dez Mil Guitarras (2010)